# آنا روميرو
آنا روميرو (بالإسبانية: Ana Romero)‏ (14 يونيو 1987 بإشبيلية في إسبانيا - ) هي لاعبة كرة قدم إسبانية في مركز الهجوم. شاركت مع منتخب إسبانيا لكرة القدم للسيدات. أما مع النوادي، فقد لعبت مع نادي برشلونة لكرة القدم للسيدات وRayo Vallecano Femenino ‏ وAFC Ajax (women) ‏ وCD Híspalis ‏ ونادي إشبيلية للسيدات وRCD Espanyol (women) ‏ وReal Betis Féminas ‏ وValencia CF Femenino ‏.

## وصلات خارجية
- آنا روميرو على موقع الاتحاد الدولي (مؤرشف)  (الإنجليزية)
- آنا روميرو على موقع الاتحاد الأوربي (الإنجليزية)
- آنا روميرو على موقع قاعدة بيانات كرة القدم.إي يو (الإنجليزية)
- آنا روميرو على موقع قاعدة بيانات كرة القدم.إي يو (الإنجليزية)
- آنا روميرو على موقع Soccerway.com (الإنجليزية)